# 航空宇宙防衛軍団
航空宇宙防衛軍団（こうくううちゅうぼうえいぐんだん Aerospace Defense Command,ADC）はかつてアメリカ空軍に存在した組織。主要軍団レベルの組織であり、アメリカ合衆国本土の防空を主任務としていた。
1946年3月21日に本土の防空組織としてアメリカ陸軍航空軍・防空軍団(Air Defense Command,ADC)が設立された。大戦中の本土防空は第1空軍、第2空軍、第3空軍、第4空軍の4個航空軍が担っていたが、ADCはこれに第15空軍を加え、上級部隊として統括するものであった。1947年の空軍設立に伴い、空軍所属となっている。
1948年12月1日には戦闘機・要撃機戦力の大陸航空軍団(CONAC)への統合集中に伴い、ADCもその指揮機構の一部となった。朝鮮戦争の勃発による朝鮮半島への大規模兵力派遣は、大陸航空軍団における防空および制空任務の兼務が非効率であることを示し、1951年1月1日にADCは防空部隊として再独立することとなった。
1950年代からはソ連の爆撃機を警戒する中部カナダ線や遠距離早期警戒線(DEW)などの早期警戒レーダー網が整備され、ADCの管轄に加えられた。1960年代には半自動式防空管制組織(SAGE)を実用化させ、防空任務を実施した。1958年にアメリカ合衆国・カナダの合同組織・北アメリカ航空宇宙防衛司令部(NORAD)が設置されるとその指揮も受けるようになっている。レーダー搭載のジェット迎撃機も1950年代には配備が開始され、DEWなどによる早期探知、SAGEやNORADによる効率的な迎撃管制により有人爆撃機に対しては、高度の迎撃体制が構築されていた。
1960年頃からは弾道ミサイル技術の発展に伴い、その発射の早期探知・警戒も加わり、弾道ミサイル早期警戒システム(BMEWS)の運用も行なった。
1968年に名称に宇宙も加え、航空宇宙防衛軍団(Aerospace Defense Command,ADC)に改称された。ボマーギャップ論によるソ連爆撃機に対する過剰警戒の反動、ベトナム戦争後の軍縮や主要核攻撃手段が防御が困難な弾道ミサイルに移行したことなどにより存在意義が薄れ、空軍州兵（ANG）への任務と戦力の移管と、戦術航空軍団(TAC)への吸収がされることとなった。1979年7月1日に戦術航空軍団防空部(Air Defense, Tactical Air Command ADTAC)が設立、10月1日に部隊が移管となった。1980年3月31日に書類上でも編成解除された。